# Анастасия (актриса)
Анастасия (исп. Anastasia Magdalena Acosta Loria, mas conocido como Anastasia) (18 апреля 1974 (или 24 апреля 1975), Ибаге, Колумбия (или Сан-Хосе, Коста-Рика)) — коста-риканская актриса театра и кино и фотомодель, сделавшая карьеру в мексиканском кинематографе. Рост — 166 см.

## Биография
Родилась 18 апреля 1974 года в Ибаге (по другим данным 24 апреля 1975 года в Сан-Хосе). В раннем детстве вместе с семьёй переехала в Мексику, где с самого раннего детства начала работать в модельном агентстве фотомоделью. В мексиканском кинематографе дебютировала в 1996 году и с тех пор снялась в 11 работах в кино и телесериалах. 

## Фильмография

### Избранные телесериалы
- 1985-2007 — «Женщина, случаи из реальной жизни»
- 1996 — «Марисоль» — Иоланда «Иолу»
- 1998 — «Узурпаторша» — Вивиана Каррильо.
- 2003-04 — «Полюбить снова» — Андриана Кандамо Риванденейра.
- 2012 — «Убежище для любви»

## Театральные работы
- «Ищу человека из моей жизни, муж у меня уже был»
- «Я хочу, но не могу»